# Kanurennsport-Weltmeisterschaften 2023
Die 48. Kanurennsport-Weltmeisterschaften fanden vom 22. bis 27. August 2023 in Duisburg statt. Austragungsort war die Regattabahn Duisburg im Sportpark Wedau. Veranstaltet wurden die Weltmeisterschaften von der International Canoe Federation (ICF). Insgesamt hatten 91 Nationen ihre Mannschaften gemeldet, Russland und Belarus wurden ausgeschlossen.

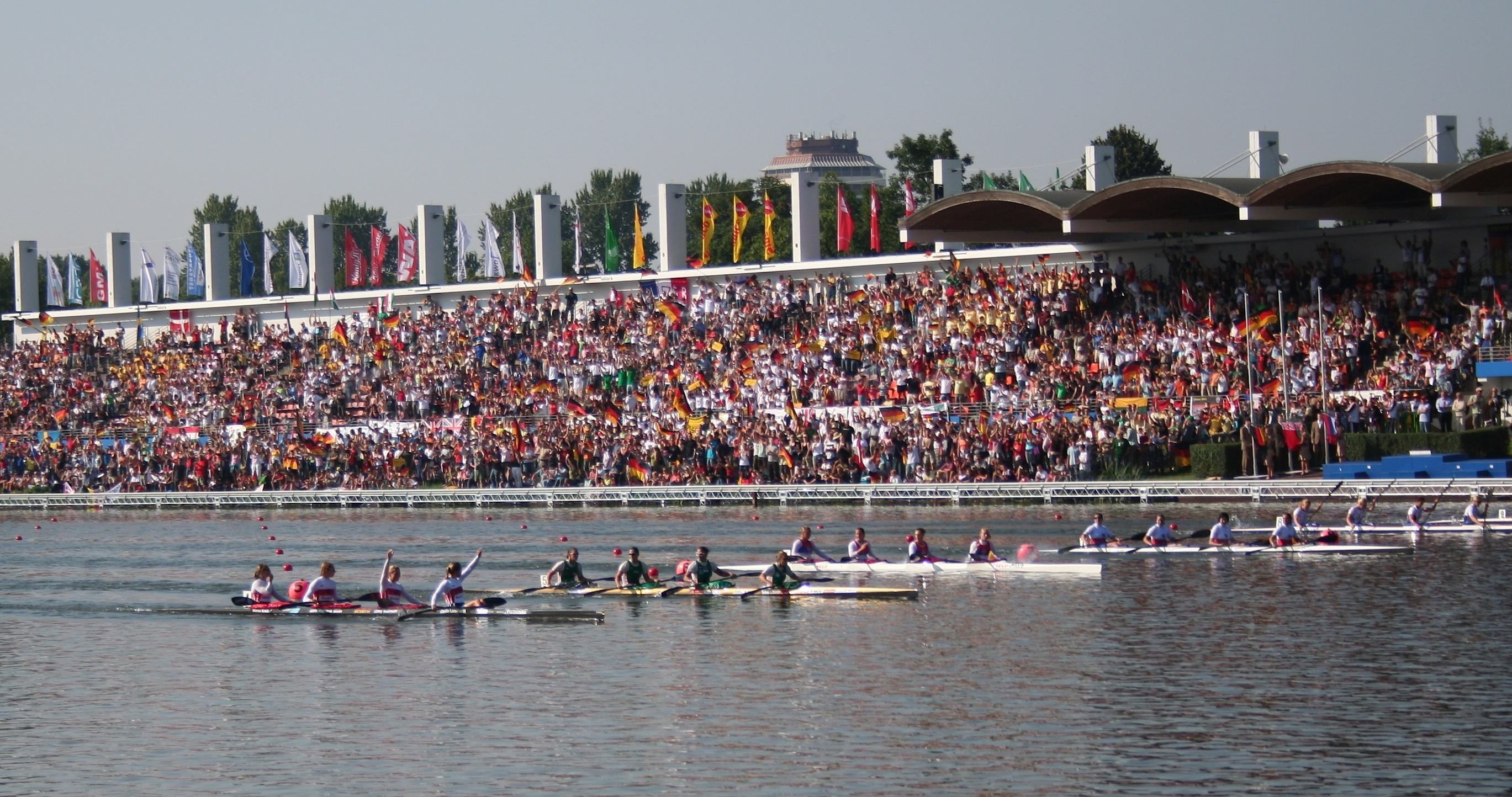
Regattabahn Duisburg, 2007

Es war nach 1979, 1987, 1995, 2007 und 2013 das sechste Mal, dass Kanurennsport-Weltmeisterschaften in Duisburg stattfanden.
Neben den Wettkämpfen im Kanurennsport fanden dort wie seit 2013 üblich auch die WM-Entscheidungen im Parakanu statt. Die Weltmeisterschaften dienten als Qualifikationsveranstaltung für die Olympischen Sommerspiele 2024 in Paris.

## Zeitplan
Mittwoch, 23. August 2023
- 09:00–12:30 Uhr Vorläufe 200 m │ 500 m │ Para 200 m
- 14:00–18:10 Uhr Vorläufe 200 m │ 500 m │ 1000 m │ Para 200 m

Donnerstag, 24. August 2023
- 09:00–12:30 Uhr Vorläufe 200 m │ 500 m │ Para 200 m
- 14:00–17:00 Uhr Halbfinals 200 m │ 500 m │ 1000 m │ Para 200 m

Freitag, 25. August 2023
- 10:00–12:20 Uhr Halbfinals 200 m │ 500 m
- 12:30-12:40 Uhr Final VL1 Para 200 m
- 14:00–18:40 Uhr Finals 200 m │ 500 m │Para 200 m

Samstag, 26. August 2023
- 09:30–10:50 Uhr B-C-Finals 200 m │ 500 m │ Para 200 m
- 10:50–14:00 Uhr Finals 200 m │ 500 m │ 1000 m │Para 200 m
- 15:00–17:15 Uhr Halbfinals 200 m │ 500 m │Para 200 m

Sonntag, 27. August 2023
- 10:00–10:45 Uhr B-C-Finals 200 m │ 500 m │ Para 200 m
- 11:00–13:50 Uhr Finals 200 m │ 500 m │ Para 200 m
- 14:00–16:30 Uhr Finals 5000 m

## Wettbewerbe

### Männer

#### Canadier
| Event      | Gold                                                               | Zeit          | Silber                                                                 | Zeit          | Bronze                                                                        | Zeit          |
| ---------- | ------------------------------------------------------------------ | ------------- | ---------------------------------------------------------------------- | ------------- | ----------------------------------------------------------------------------- | ------------- |
| C-1 200 m  | Usbekistan Artur Guliev                                            | 38,729 s      | Spanien Joan Antoni Moreno                                             | 38,769 s      | Polen Oleksii Koliadych                                                       | 39,046 s      |
| C-1 500 m  | Rumänien Cătălin Chirilă                                           | 1:45,373 min  | Deutschland Conrad-Robin Scheibner                                     | 1:45,723 min  | Moldau Serghei Tarnovschi                                                     | 1:46,746 min  |
| C-1 1000 m | Tschechien Martin Fuksa                                            | 3:45,124 min  | Rumänien Cătălin Chirilă                                               | 3:45,958 min  | Deutschland Sebastian Brendel                                                 | 3:46,581 min  |
| C-1 5000 m | Ungarn Balázs Adolf                                                | 22:12,975 min | Deutschland Sebastian Brendel                                          | 22:18,883 min | Polen Wiktor Głazunow                                                         | 22:35,386 min |
| C-2 500 m  | Deutschland Peter Kretschmer Tim Hecker                            | 1:36,972 min  | China Liu Hao Ji Bowen                                                 | 1:38,126 min  | Spanien Cayetano García Pablo Martínez                                        | 1:38,571 min  |
| C-2 1000 m | Italien Nicolae Craciun Daniele Santini                            | 3:34,565 min  | Deutschland Moritz Adam Nico Pickert                                   | 3:35,296 min  | Rumänien Ilie Sprîncean Oleg Nuţă                                             | 3:36,490 min  |
| C-4 500 m  | Spanien Joan Antoni Moreno Pablo Graña Manuel Fontán Adrián Sieiro | 1:30,808 min  | Polen Aleksander Kitewski Tomasz Barniak Wiktor Głazunow Norman Zezula | 1:32,373 min  | Ukraine Witalij Werheles Andrij Rybatschok Dmytro Jantschuk Taras Mischtschuk | 1:32,725 min  |

#### Kajak
| Event      | Gold                                                             | Zeit          | Silber                                                      | Zeit          | Bronze                                                          | Zeit          |
| ---------- | ---------------------------------------------------------------- | ------------- | ----------------------------------------------------------- | ------------- | --------------------------------------------------------------- | ------------- |
| K-1 200 m  | Litauen Artūras Seja                                             | 35,243 s      | Georgien Badri Kawelaschwili                                | 35,364 s      | Spanien Carlos Garrote                                          | 35,380 s      |
| K-1 500 m  | Ungarn Bálint Kopasz                                             | 1:36,262 min  | Australien Jean van der Westhuyzen                          | 1:36,632 min  | Portugal Fernando Pimenta                                       | 1:36,908 min  |
| K-1 1000 m | Portugal Fernando Pimenta                                        | 3:27,712 min  | Ungarn Ádám Varga                                           | 3:28,141 min  | Deutschland Jakob Thordsen                                      | 3:28,303 min  |
| K-1 5000 m | Dänemark Mads Pedersen                                           | 19:55,467 min | Portugal Fernando Pimenta                                   | 20:09,974 min | Deutschland Nico Paufler                                        | 20:36,042 min |
| K-2 500 m  | Portugal João Ribeiro Messias Baptista                           | 1:29,037 min  | Ungarn Bence Nádas Bálint Kopasz                            | 1:29,184 min  | Spanien Adrián del Río Rodrigo Germade                          | 1:29,389 min  |
| K-2 1000 m | Spanien Pedro Vázquez Íñigo Peña                                 | 3:11,512 min  | Ungarn Bence Vajda Tamás Szántói-Szabó                      | 3:12,366 min  | Deutschland Anton Winkelmann Leonard Busch                      | 3:13,550 min  |
| K-4 500 m  | Deutschland Max Rendschmidt Max Lemke Jacob Schopf Tom Liebscher | 1:19,183 min  | Ungarn Bence Nádas Kolos Csizmadia István Kuli Sándor Tótka | 1:19,570 min  | Ukraine Oleh Kucharyk Dmytro Danylenko Ihor Trunow Iwan Semykin | 1:19,631 min  |

### Frauen

#### Canadier
| Event      | Gold                                          | Zeit          | Silber                                                          | Zeit          | Bronze                                                       | Zeit          |
| ---------- | --------------------------------------------- | ------------- | --------------------------------------------------------------- | ------------- | ------------------------------------------------------------ | ------------- |
| C-1 200 m  | Kuba Yarisleidis Cirilo                       | 44,799 s      | Spanien Antía Jácome                                            | 45,418 s      | China Lin Wenjun                                             | 45,623 s      |
| C-1 500 m  | Kanada Katie Vincent                          | 2:01,545 min  | Spanien María Corbera                                           | 2:02,860 min  | Chile María Mailliard                                        | 2:03,218 min  |
| C-1 1000 m | Chile María Mailliard                         | 4:24,958 min  | Kanada Jacy Grant                                               | 4:26,955 min  | China Li Li                                                  | 4:27,113 min  |
| C-1 5000 m | Kanada Katie Vincent                          | 25:57,255 min | Ungarn Zsófia Kisbán                                            | 26:04,048 min | China Li Li                                                  | 26:51,612 min |
| C-2 200 m  | China Shuai Changwen Lin Wenjun               | 42,516 s      | Spanien Antía Jácome María Corbera                              | 42,760 s      | Deutschland Lisa Jahn Hedi Kliemke                           | 43,623 s      |
| C-2 500 m  | China Xu Shixiao Sun Mengya                   | 1:52,775 min  | Spanien Antía Jácome María Corbera                              | 1:52,916 min  | Kanada Sloan MacKenzie Katie Vincent                         | 1:52,956 min  |
| C-4 500 m  | China Shuai Changwen Lin Wenjun Li Li Wan Yin | 1:47,186 min  | Deutschland Lisa Jahn Hedi Kliemke Annika Loske Ophelia Preller | 1:47,780 min  | Kanada Sophia Jensen Sloan MacKenzie Jacy Grant Julia Lilley | 1:48,143 min  |

#### Kajak
| Event      | Gold                                                               | Zeit         | Silber                                                          | Zeit         | Bronze                                                                        | Zeit         |
| ---------- | ------------------------------------------------------------------ | ------------ | --------------------------------------------------------------- | ------------ | ----------------------------------------------------------------------------- | ------------ |
| K-1 200 m  | Neuseeland Lisa Carrington                                         | 38,932 s     | Australien Yale Steinepreis                                     | 40,010 s     | Polen Dominika Putto                                                          | 40,367 s     |
| K-1 500 m  | Neuseeland Lisa Carrington                                         | 1:47,769 min | Dänemark Emma Jørgensen                                         | 1:49,102 min | Ungarn Tamara Csipes                                                          | 1:50,699 min |
| K-1 1000 m | Australien Alyssa Bull                                             | 3:54,864 min | Polen Justyna Iskrzycka                                         | 3:56,663 min | Ungarn Eszter Rendessy                                                        | 3:57,556 min |
| K-1 5000 m | Spanien Estefanía Fernández                                        | 22:45,357    | Kanada Madeline Schmidt                                         | 22:46,612    | Schweden Melina Andersson                                                     | 22:56,996    |
| K-2 200 m  | Polen Martyna Klatt Helena Wiśniewska                              | 36,681 s     | Deutschland Paulina Paszek Jule Hake                            | 36,877 s     | Ungarn Blanka Kiss Anna Lucz                                                  | 37,302 s     |
| K-2 500 m  | Dänemark Emma Jørgensen Frederikke Matthiesen                      | 1:39,856 min | Polen Martyna Klatt Helena Wiśniewska                           | 1:40,824 min | Deutschland Paulina Paszek Jule Hake                                          | 1:41,597 min |
| K-4 500 m  | Neuseeland Lisa Carrington Alicia Hoskin Olivia Brett Tara Vaughan | 1:30,606 min | Polen Karolina Naja Anna Puławska Adrianna Kąkol Dominika Putto | 1:31,320 min | Spanien Sara Ouzande Estefania Fernández Carolina García Otero Teresa Portela | 1:31,955 min |

### Mixed
| Event     | Gold                                    | Zeit         | Silber                                    | Zeit         | Bronze                                         | Zeit         |
| --------- | --------------------------------------- | ------------ | ----------------------------------------- | ------------ | ---------------------------------------------- | ------------ |
| C-2 500 m | Kanada Connor Fitzpatrick Katie Vincent | 1:45,771 min | Polen Wiktor Głazunow Sylwia Szczerbińska | 1:46,219 min | Italien Olympia Della Giustina Daniele Santini | 1:47,663 min |
| K-2 500 m | Deutschland Lena Röhlings Jacob Schopf  | 1:33,033 min | Australien Alyssa Bull Jackson Collins    | 1:33,179 min | Spanien Bárbara Pardo Íñigo Peña               | 1:33,912 min |

### Paracanoeing
Alle Paracanoeing-Wettbewerbe werden über eine Distanz von 200 m ausgefahren. Die Einteilung der Bootsklassen erfolgt nach Bewegungsfähigkeit von Beinen, Armen und des Rumpfes. Es finden zwölf Regatten in drei Bootsklassen und jeweils drei Startklassen statt.
| Event          | Gold                                     | Zeit         | Silber                                | Zeit         | Bronze                            | Zeit         |
| -------------- | ---------------------------------------- | ------------ | ------------------------------------- | ------------ | --------------------------------- | ------------ |
| K-1 Männer KL1 | Ungarn Péter Pál Kiss                    | 45,193 s     | Frankreich Rémy Boullé                | 46,036 s     | Brasilien Luis Cardoso da Silva   | 46,542 s     |
| K-1 Männer KL2 | Australien Curtis McGrath                | 40,200 s     | Ukraine Mykola Synjuk                 | 41,614 s     | Italien Federico Mancarella       | 41,658 s     |
| K-1 Männer KL3 | Australien Dylan Littlehales             | 40,050 s     | Vereinigtes Königreich Jonathan Young | 40,200 s     | Algerien Brahim Guendouz          | 40,492 s     |
| V-1 Männer VL1 | Australien Benjamin Sainsbury            | 1:02,735 min | Spanien David González                | 1:05,932 min | Brasilien Carlos Glenndel Moreira | 1:06,086 min |
| V-1 Männer VL2 | Brasilien Fernando Rufino                | 50,344 s     | Brasilien Igor Tofalini               | 51,299 s     | Vereinigte Staaten Steven Haxton  | 52,089 s     |
| V-1 Männer VL3 | Ukraine Wladyslaw Jefiwanow              |              | Vereinigtes Königreich Jack Eyers     |              | Australien Curtis McGrath         |              |
| K-1 Frauen KL1 | Ukraine Maryna Maschula                  | 51,824 s     | Chile Katherinne Wollermann           | 53,571 s     | Kanada Brianna Hennessy           | 53,800 s     |
| K-1 Frauen KL2 | Vereinigtes Königreich Charlotte Henshaw | 48,706 s     | Vereinigtes Königreich Emma Wiggs     | 49,690 s     | Ungarn Katalin Varga              | 50,808 s     |
| K-1 Frauen KL3 | Vereinigtes Königreich Laura Sugar       | 45,418 s     | Frankreich Nelia Barbosa              | 47,028 s     | Deutschland Felicia Laberer       | 47,190 s     |
| V-1 Frauen VL1 | Italien Viktoryia Pistis Shablova        | 1:10,952 min | Indien Pooja Ojha                     | 1:18,736 min | Chile Jocelyn Muñoz               | 1:19,618 min |
| V-1 Frauen VL2 | Vereinigtes Königreich Emma Wiggs        | 57,100 s     | Kanada Brianna Hennessy               | 58,766 s     | Australien Susan Seipel           | 59,232 s     |
| V-1 Frauen VL3 | Vereinigtes Königreich Hope Gordon       | 56,199 s     | Kanada Erica Scarf                    | 57,582 s     | Brasilien Mari Christina Santilli | 59,232 s     |

## Medaillenspiegel

### Kanurennsport-Weltmeisterschaften
| Platz  | Land        | Gold | Silber | Bronze | Gesamt |
| ------ | ----------- | ---- | ------ | ------ | ------ |
| 1      | Deutschland | 3    | 5      | 6      | 14     |
| 2      | Spanien     | 3    | 5      | 5      | 13     |
| 3      | Kanada      | 3    | 2      | 2      | 7      |
| 4      | China       | 3    | 1      | 3      | 7      |
| 5      | Neuseeland  | 3    | —      | —      | 3      |
| 6      | Ungarn      | 2    | 5      | 3      | 10     |
| 7      | Portugal    | 2    | 1      | 1      | 4      |
| 8      | Dänemark    | 2    | 1      | —      | 3      |
| 9      | Polen       | 1    | 5      | 3      | 9      |
| 10     | Australien  | 1    | 3      | —      | 4      |
| 11     | Rumänien    | 1    | 1      | 1      | 3      |
| 12     | Chile       | 1    | —      | 1      | 2      |
| 12     | Italien     | 1    | —      | 1      | 2      |
| 14     | Kuba        | 1    | —      | —      | 1      |
| 14     | Litauen     | 1    | —      | —      | 1      |
| 14     | Tschechien  | 1    | —      | —      | 1      |
| 14     | Usbekistan  | 1    | —      | —      | 1      |
| 18     | Georgien    | —    | 1      | —      | 1      |
| 19     | Ukraine     | —    | —      | 2      | 2      |
| 20     | Moldau      | —    | —      | 1      | 1      |
| 20     | Schweden    | —    | —      | 1      | 1      |
| Gesamt | Gesamt      | 30   | 30     | 30     | 90     |

### Paracanoe-Weltmeisterschaften
| Platz  | Land                   | Gold | Silber | Bronze | Gesamt |
| ------ | ---------------------- | ---- | ------ | ------ | ------ |
| 1      | Vereinigtes Königreich | 4    | 3      | —      | 7      |
| 2      | Australien             | 3    | —      | 2      | 5      |
| 3      | Ukraine                | 2    | 1      | —      | 3      |
| 4      | Brasilien              | 1    | 1      | 3      | 5      |
| 5      | Italien                | 1    | —      | 1      | 2      |
| 5      | Ungarn                 | 1    | —      | 1      | 2      |
| 7      | Kanada                 | —    | 2      | 1      | 3      |
| 8      | Frankreich             | —    | 2      | —      | 1      |
| 9      | Chile                  | —    | 1      | 1      | 2      |
| 10     | Indien                 | —    | 1      | —      | 1      |
| 10     | Spanien                | —    | 1      | —      | 1      |
| 12     | Algerien               | —    | —      | 1      | 1      |
| 12     | Deutschland            | —    | —      | 1      | 1      |
| 12     | Vereinigte Staaten     | —    | —      | 1      | 1      |
| Gesamt | Gesamt                 | 12   | 12     | 12     | 36     |